# Rosa 'Chloris'

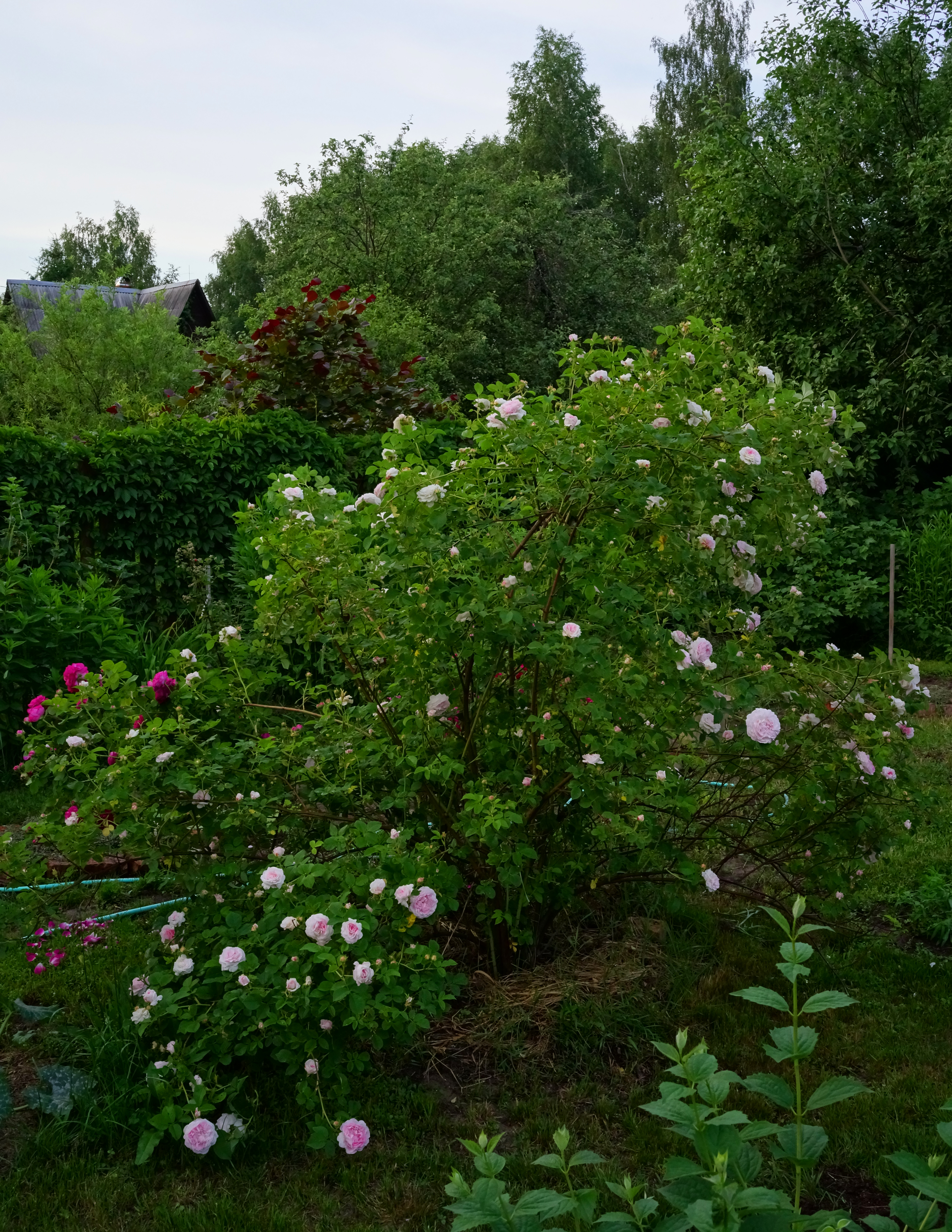

Rosa 'Chloris' — сорт роз класса Розы Альба.
С 1815 года используется, как декоративное растение открытого грунта.
Сорт присутствовал в коллекции Жозефины Богарне, императрице Франции, первой жены Наполеона I в Мальмезоне. В каталоге этой коллекции сделанном Jules Gravereaux сорт 'Chloris' был отнесён к классу Гибриды розы Галлика, что в настоящее время считается ошибочным.
Анализ ДНК показал, что сорт 'Chloris' тесно связан с 'Belle Flore' (гибрид розы Галлика).

## Биологическое описание
Высота куста 120—215 см, ширина 120—150 см. Шипов практически нет.
Цветки 5—7 см в диаметре, махровые, светло-розовые, с более тёмным центром, со временем выгорают до белых.
Цветение однократное.
Аромат сильный (8\10).

## В культуре
Зоны морозостойкости (USDA-зоны): от 3b (−34.4 °C… −37.2 °C) до 9b (−1.1 °C… −3.9 °C).
Устойчивость к болезням средняя.